# Década de 1740
Séculos: Século XVII - Século XVIII - Século XIX
Décadas: 1710 1720 1730 - 1740 - 1750 1760 1770
Anos: 1740 - 1741 - 1742 - 1743 - 1744 - 1745 - 1746 - 1747 - 1748 - 1749